# هيكتور غوميز
هيكتور غوميز هو لاعب كرة قاعدة دومينيكاني، ولد في 5 مارس 1988 في سان بيدرو دي ماكوريس في جمهورية الدومينيكان.

## وصلات خارجية
- هيكتور غوميز على موقع دوري كرة القاعدة الرئيسي (الإنجليزية)
- هيكتور غوميز على موقع دوري كوريا الجنوبية لكرة القاعدة (الإنجليزية)
- هيكتور غوميز على موقعبيزبول رفرنس.كوم (الدوري الرئيسي) (الإنجليزية)
- هيكتور غوميز على موقعبيزبول رفرنس.كوم (الدوري الثانوي) (الإنجليزية)